# Забытые вещи
«Забытые вещи» (латыш. Aizmirstās lietas) — советский фильм 1982 года режиссёра Вии Бейнерте, снятый на Рижской киностудии.

## Сюжет
В задней комнате обыкновенного бюро находок, с разрешения строгого приёмщика, был устроен небольшой театральный музей или, вернее, клуб по интересам. Пользуясь гостеприимством старого чудака к нему на огонёк заходят друзья-артисты и за чашкой чая вспоминают звёздные минуты своей актёрской жизни.
Предстоящая ревизия может разрушить этот островок покоя. К счастью, среди посетителей, артисты узнают бывшего конферансье Юрия Крума, забредшего в контору в поисках пропавшего портфеля. С большим удовольствием он предлагает всей компании переезд на собственную дачу, где уже много лет живёт в одиночестве.

## В ролях
- Леонид Оболенский — Янис
- Лилита Берзиня — Лилита
- Карлис Себрис — Карлис
- Юрий Катин-Ярцев — Юрий Крум
- Эдгар Лиепиньш — Эдгар
- Эвалдс Валтерс — Валтерс
- Николай Волков — писатель
- Нина Незнамова — одинокая женщина
- Рихард Белте — посетитель с клеткой
- Петерис Лиепиньш — реквизитор
- Мирдза Мартинсоне — жена
- Мартыньш Вердыньш — муж
- Велта Страуме — Лия
- Янис Паукштелло — Сергей
- Улдис Думпис — влюблённый
- Рудольф Плепис — нашедший чемодан
- Лига Лиепиня — его жена
- Надежда Фроленко — разлучница
- Дина Купле — мать Сергея
- Леонс Криванс — таксист
- Гундарс Аболиньш — сосед

## Критика
Вия Рамане. «Забытые вещи» её первая полнометражная работа. Как бы ни оценивать эту картину, нельзя не увидеть, что её ставил человек способный.— журнал «Искусство кино», № 1, 1984